# Harpenna
Harpenna is een geslacht van hooiwagens uit de familie Assamiidae.
De wetenschappelijke naam Harpeuna is voor het eerst geldig gepubliceerd door Roewer in 1935. 

## Soorten
Harpenna is monotypisch en omvat slechts de volgende soort:
- Harpenna denticulata